# Brienza
Brienza község (comune) Olaszország Basilicata régiójában, Potenza megyében.

## Fekvése
Az Agri folyó völgyében fekszik.

## Története
A települést a 7. században alapították, első írásos említése a 11. századból származik Burgentia néven.

## Népessége
A népesség számának alakulása:

## Főbb látnivalói
- Castello Caracciolo - a 15. században épült várkastély a vidék urai számára épült. Az 1980-as földrengés során déli oldala leomlott.
- San Martino-templom (11. század)
- San Zaccaria-templom
- San Michele dei Greci-templom (12. század)
- Santa Maria Assunta-templom (12. század)